# Stabie
Stabie (latinsky Stabiae) byly malé starořímské město ležící v Kampánii. V roce 89 př. n. l. bylo zničeno ve válce, roku 79 bylo spolu s dalšími městy (Pompeje, Herculaneum) zasypáno při výbuchu Vesuvu. Později vzniklo v sousedství dnešní město Castellammare di Stabia.